# Jindřichův Hradec I
Jindřichův Hradec I je část města Jindřichův Hradec v okrese Jindřichův Hradec v Jihočeském kraji. Jedná se o centrum města ohraničené bývalými městskými hradbami. Jindřichův Hradec I leží v katastrálním území Jindřichův Hradec o výměře 15,8 km².

## Historie
První písemná zmínka o vesnici pochází z roku 1220.
Jindřichův Hradec I vznikl k 1. lednu 1980 jako část města Jindřichův Hradec ve stejnojmenném okrese.

## Obyvatelstvo
| Rok            | 1869  | 1880  | 1890  | 1900  | 1910  | 1921  | 1930  | 1950  | 1961   | 1970   | 1980  | 1991 | 2001 | 2011 | 2021 |
| -------------- | ----- | ----- | ----- | ----- | ----- | ----- | ----- | ----- | ------ | ------ | ----- | ---- | ---- | ---- | ---- |
| Počet obyvatel | 8 650 | 8 703 | 8 502 | 3 453 | 3 479 | 9 590 | 2 067 | 9 768 | 10 064 | 11 987 | 1 100 | 861  | 660  | 599  | 590  |
| Počet domů     | 659   | 662   | 675   | 184   | 184   | 185   | 182   | 1 420 | 1 467  | 1 595  | 162   | 165  | 158  | 162  | 162  |